# Scottish FA Cup 1955/56
Der Scottish FA Cup wurde 1955/56 zum 71. Mal ausgespielt. Der wichtigste Fußball-Pokalwettbewerb im schottischen Vereinsfußball wurde vom Schottischen Fußballverband geleitet und ausgetragen. Er begann am 10. September 1955 und endete mit dem Finale am 21. April 1956 im Hampden Park von Glasgow. Als Titelverteidiger startete der FC Clyde in den Wettbewerb, der im Finale des Vorjahres gegen Celtic Glasgow gewann. Im diesjährigen Endspiel um den Schottischen Pokal standen sich Celtic Glasgow und Heart of Midlothian gegenüber. Für Celtic war es das insgesamt 25. Endspiel im schottischen Pokal seit 1889. Die Hearts aus Edinburgh erreichten zum siebten Mal insgesamt seit 1891 das Pokalfinale. Die Hearts gewannen das Finale mit 3:1. Es war der erste Pokalsieg nach 50 Jahren für den Verein. In der Saison 1955/56 wurden die Glasgow Rangers zum 29. Mal Schottischer Meister. Die Hearts wurden Dritter, Celtic Tabellenfünfter. Den Ligapokal gewann der FC Aberdeen.

## 1. Runde
Ausgetragen wurden die Begegnungen am 10. September 1955. Die Wiederholungsspiele fanden am 17. September 1955 statt.
|                         | Ergebnis |                                  |
| ----------------------- | -------- | -------------------------------- |
| FC Babcock & Wilcox     | 2:5      | Clachnacuddin F.C.               |
| Buckie Thistle          | 2:1      | FC Rothes                        |
| Chirnside United        | 1:9      | Elgin City                       |
| FC Duns                 | 3:0      | FC Deveronvale                   |
| University of Edinburgh | 0:7      | Inverness Thistle                |
| Eyemouth United         | 5:1      | Brora Rangers                    |
| Forres Mechanics        | 3:2      | University of Glasgow            |
| FC Fraserburgh          | 3:1      | University of Aberdeen           |
| Gala Fairydean Rovers   | 2:1      | FC Peterhead                     |
| FC Huntly               | 4:2      | Civil Service Strollers          |
| FC Lossiemouth          | 7:0      | Wick Academy                     |
| Murrayfield Amateurs    | 2:2      | Shawfield Amateurs               |
| Nairn County            | 1:4      | FC Caledonian                    |
| FC Newton Stewart       | 3:5      | Peebles Rovers                   |
| Ross County             | 4:2      | FC Coldstream                    |
| St. Cuthbert Wanderers  | 3:1      | FC Vale of Atholl                |
| FC Selkirk              | 3:2      | Burntisland Shipbuilding Company |
| Tarff Rovers            | 2:2      | Girvan Amateurs                  |
| FC Whithorn             | 7:0      | FC Vale of Leithen               |
| FC Wigtown              | 0:7      | FC Keith                         |

### Wiederholungsspiele
|                    | Ergebnis |                      |
| ------------------ | -------- | -------------------- |
| Girvan Amateurs    | 0:1      | Tarff Rovers         |
| Shawfield Amateurs | 2:1      | Murrayfield Amateurs |

## 2. Runde
Ausgetragen wurden die Begegnungen am 24. September 1955.
|                       | Ergebnis |                        |
| --------------------- | -------- | ---------------------- |
| Gala Fairydean Rovers | 6:2      | Shawfield Amateurs     |
| FC Huntly             | 2:4      | Forres Mechanics       |
| Clachnacuddin F.C.    | 3:0      | St. Cuthbert Wanderers |
| Inverness Thistle     | 5:2      | Buckie Thistle         |
| FC Keith              | 2:0      | Elgin City             |
| FC Lossiemouth        | 3:1      | FC Duns                |
| Peebles Rovers        | 4:3      | Eyemouth United        |
| Ross County           | 3:2      | Tarff Rovers           |
| FC Whithorn           | 2:3      | FC Selkirk             |

## 3. Runde
Ausgetragen wurden die Begegnungen am 8. Oktober 1955. Das Wiederholungsspiel fand am 15. Oktober 1955 statt.
|                       | Ergebnis |                       |
| --------------------- | -------- | --------------------- |
| Berwick Rangers       | 3:0      | FC Fraserburgh        |
| FC Dumbarton          | 5:3      | FC Caledonian         |
| Forres Mechanics      | 2:4      | Clachnacuddin F.C.    |
| Gala Fairydean Rovers | 4:5      | FC Montrose           |
| Inverness Thistle     | 1:1      | Peebles Rovers        |
| FC Keith              | 2:4      | FC East Stirlingshire |
| FC Lossiemouth        | 1:0      | FC Selkirk            |
| Ross County           | 2:3      | FC Stranraer          |

### Wiederholungsspiel
|                | Ergebnis |                   |
| -------------- | -------- | ----------------- |
| Peebles Rovers | 2:1      | Inverness Thistle |

## 4. Runde
Ausgetragen wurden die Begegnungen am 22. Oktober 1955. Die Wiederholungsspiele fanden zwischen dem 29. Oktober und 16. November 1955 statt.
|                       | Ergebnis |                    |
| --------------------- | -------- | ------------------ |
| Albion Rovers         | 1:1      | Alloa Athletic     |
| Berwick Rangers       | 5:1      | FC Lossiemouth     |
| Brechin City          | 1:1      | Peebles Rovers     |
| FC Cowdenbeath        | 6:0      | FC Montrose        |
| Dundee United         | 4:1      | FC Dumbarton       |
| FC East Stirlingshire | 0:2      | FC Arbroath        |
| Forfar Athletic       | 5:2      | FC Stranraer       |
| Greenock Morton       | 5:2      | Clachnacuddin F.C. |

### Wiederholungsspiele
|                | Ergebnis  |               |
| -------------- | --------- | ------------- |
| Alloa Athletic | 4:0       | Albion Rovers |
| Peebles Rovers | 4:4 n. V. | Brechin City  |

### 2. Wiederholungsspiel
|                | Ergebnis  |              |
| -------------- | --------- | ------------ |
| Peebles Rovers | 0:0 n. V. | Brechin City |

### Wiederholungsspiele
|              | Ergebnis |                |
| ------------ | -------- | -------------- |
| Brechin City | 6:2      | Peebles Rovers |

## 5. Runde
Ausgetragen wurden die Begegnungen am 4. und 8. Februar 1956. Die Wiederholungsspiele fanden am 8. und 13. Februar 1956 statt.
|                     | Ergebnis |                      |
| ------------------- | -------- | -------------------- |
| Airdrieonians FC    | 7:1      | Hamilton Academical  |
| Ayr United          | 5:2      | Berwick Rangers      |
| Brechin City        | 1:1      | FC Arbroath          |
| FC Clyde            | 5:0      | Dunfermline Athletic |
| Dundee United       | 2:2      | FC Dundee            |
| FC East Fife        | 1:3      | FC Stenhousemuir     |
| FC Falkirk          | 0:3      | FC Kilmarnock        |
| Heart of Midlothian | 3:0      | Forfar Athletic      |
| Hibernian Edinburgh | 1:1      | Raith Rovers         |
| Greenock Morton     | 0:2      | Celtic Glasgow       |
| FC Motherwell       | 0:2      | FC Queen’s Park      |
| Partick Thistle     | 2:0      | Alloa Athletic       |
| Queen of the South  | 3:1      | FC Cowdenbeath       |
| Glasgow Rangers     | 2:1      | FC Aberdeen          |
| Stirling Albion     | 2:1      | FC St. Johnstone     |
| FC St. Mirren       | 6:0      | Third Lanark         |

### Wiederholungsspiele
|              | Ergebnis |                     |
| ------------ | -------- | ------------------- |
| FC Arbroath  | 2:3      | Brechin City        |
| FC Dundee    | 3:0      | Dundee United       |
| Raith Rovers | 3:1      | Hibernian Edinburgh |

## Achtelfinale
Ausgetragen wurden die Begegnungen am 18. Februar 1956. Die Wiederholungsspiele fanden am 21. und 22. Februar 1956 statt.
|                     | Ergebnis |                    |
| ------------------- | -------- | ------------------ |
| Airdrieonians FC    | 4:4      | FC St. Mirren      |
| Ayr United          | 0:3      | Celtic Glasgow     |
| FC Dundee           | 0:1      | Glasgow Rangers    |
| Heart of Midlothian | 5:0      | Stirling Albion    |
| FC Kilmarnock       | 2:2      | Queen of the South |
| Partick Thistle     | 3:1      | Brechin City       |
| Raith Rovers        | 2:2      | FC Queen’s Park    |
| FC Stenhousemuir    | 0:1      | FC Clyde           |

### Wiederholungsspiele
|                    | Ergebnis  |                  |
| ------------------ | --------- | ---------------- |
| Queen of the South | 2:0       | FC Kilmarnock2   |
| FC Queen’s Park    | 1:2 n. V. | Raith Rovers     |
| FC St. Mirren      | 1:3       | Airdrieonians FC |

## Viertelfinale
Ausgetragen wurden die Begegnungen am 3. März 1956.
|                     | Ergebnis |                  |
| ------------------- | -------- | ---------------- |
| Celtic Glasgow      | 2:1      | Airdrieonians FC |
| Heart of Midlothian | 4:0      | Glasgow Rangers  |
| Queen of the South  | 2:4      | FC Clyde         |
| Raith Rovers        | 2:1      | Partick Thistle  |

## Halbfinale
Ausgetragen wurden die Begegnungen am 24. März 1956. Das Wiederholungsspiel fand am 28. März 1956 statt.
|                     | Ergebnis |              |
| ------------------- | -------- | ------------ |
| Celtic Glasgow      | *2:1 *   | FC Clyde     |
| Heart of Midlothian | **0:0 ** | Raith Rovers |

### Wiederholungsspiel
|                     | Ergebnis |              |
| ------------------- | -------- | ------------ |
| Heart of Midlothian | **3:0 ** | Raith Rovers |

## Finale
| Heart of Midlothian                      | Heart of Midlothian | Celtic Glasgow | Celtic Glasgow |
| ---------------------------------------- | --- | --- | -------------- |
| Heart of Midlothian                      | \| Finale \| \| 21. April 1956 in Glasgow (Hampden Park) \| \| Ergebnis: 3:1 (1:0) \| \| Zuschauer: 132.842 \| \| Schiedsrichter: Bobby Davidson \| \| Spielbericht \|                 | \| Finale \| \| 21. April 1956 in Glasgow (Hampden Park) \| \| Ergebnis: 3:1 (1:0) \| \| Zuschauer: 132.842 \| \| Schiedsrichter: Bobby Davidson \| \| Spielbericht \|                 | Celtic Glasgow |
| Heart of Midlothian                      | Willie Duff – Bobby Kirk, Tam McKenzie, Dave Mackay, Freddie Glidden , John Cumming, Alex Young, Alfie Conn sr., Willie Bauld, Jimmy Wardhaugh, Ian Crawford Cheftrainer: Tommy Walker | Dick Beattie – Mike Haughney, Bertie Peacock, Frank Meechan, Bobby Evans, Willie Craig, Sean Fallon , Charlie Tully, Willie Fernie, Neil Mochan, Eric Smith Cheftrainer: Jimmy McGrory | Celtic Glasgow |
| Heart of Midlothian                      | 1:0 Ian Crawford (19.) 2:0 Ian Crawford (49.) 3:1 Alfie Conn sr. (81.) | 2:1 Mike Haughney (53.) | Celtic Glasgow |
| Finale                                   | | |                |
| 21. April 1956 in Glasgow (Hampden Park) | | |                |
| Ergebnis: 3:1 (1:0)                      | | |                |
| Zuschauer: 132.842                       | | |                |
| Schiedsrichter: Bobby Davidson           | | |                |
| Spielbericht                             | | |                |